# Theo Frey

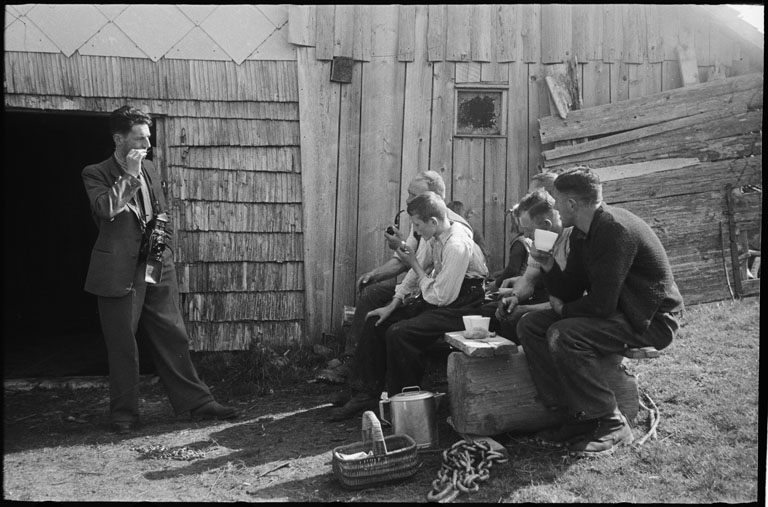
Theo Frey im Gespräch mit Bauern in Romoos. Bild von Max Albert Wyss

Theo Frey (* 14. Februar 1908 in Hochdorf LU; † 19. April 1997 in Weiningen ZH) war ein Schweizer Fotograf. Er zählt zu den Klassikern der Schweizer Reportagefotografen und Dokumentaristen.

## Leben
Nach einer Berufslehre als Maschinenschlosser in Hochdorf absolvierte Frey von 1927 bis 1930 ein Studium als Maschineningenieur am Technikum Winterthur. Von 1931 bis 1935 war er als Radiobauer und Radiohändler im Luzerner Seetal tätig. Er entschloss sich Fotograf zu werden und zog 1935 nach Zürich, wo er am Photographischen Institut der ETH eine Stelle als Volontär fand. Von 1935 bis 1938 verfasste er Kurzreportagen aus allen Bereichen für verschiedene Familienblätter, für  Meyers Schweizer Frauen- und Modeblatt, die Zürcher Illustrierte, den Föhn und für die Neue Zürcher Zeitung. Für die Schweizerische Landesausstellung von 1939 realisierte er eine Serie von zwölf Gemeindeporträts, welche die kulturelle Vielfalt der Schweiz dokumentierten.
Im Aktivdienst war er Fliegersoldat in Spreitenbach und von 1940 bis 1945 Fotoreporter im Pressebüro des Armeestabes. Dort war er für den Aufbau des Photographen-Detachements mitverantwortlich. Beim Rütlirapport vom 25. Juli 1940 war er offizieller Berichterstatter. 1945 reiste er im Rahmen der Schweizer Spende und im Auftrag des Roten Kreuzes in die kriegsversehrten Gebiete in Lothringen und der Normandie. In den Jahren 1945 bis 1975 war er publizistischer Mitarbeiter zahlreicher Hilfswerke wie Winterhilfe, Pro Juventute, Pro Infirmis, Kinderhilfe des Schweizerischen Roten Kreuzes und der Schweizer Berghilfe (1964–1985). Während fünfzehn Jahren arbeitete er für das Schweizer Heimatwerk.

## Werk
Theo Freys Hauptwerk umfasst Langzeitdokumentationen und Sozialreportagen und entstand in den späten dreissiger und vierziger Jahren. Es war dem ländlichen Leben und dem humanitären Wirken in der Schweiz gewidmet. Seine Fotografien waren von sozialem Engagement und tiefer Sympathie für die Lebenswelten der 'kleinen Leute' geprägt. Seine Aufnahmen über den Rütlirapport mit General Guisan und seine Reportage über die internierten Soldaten in der Schweiz zeigen eine tiefe menschliche Verbundenheit.
Im Rahmen seiner langjährigen Arbeit für die Schweizer Berghilfe entwickelte Theo Frey seinen spezifischen dokumentarischen Stil mit den Darstellungen des bäuerlichen Lebens. Sein Werk umfasst rund 1600 Reportagen, 14 000 Vergrösserungen und 100 000 Negative. Der Nachlass ist im Besitz des Eidgenössischen Archivs für Denkmalpflege in Bern und befindet sich seit 2006 als Dauerleihgabe bei der  Fotostiftung Schweiz in Winterthur.

## Ausstellungen
- 1939 Projekt «Zwölf Gemeinden», Schweizerische Landesausstellung, Zürich.
- 1983 «Mitmenschen. 40 Jahre Schweizer Berghilfe», Stadthaus, Zürich.
- 1986 «50 Jahre Winterhilfe», Museum für Gestaltung, Zürich
- 1993 «Schwarz auf Weiss», Schweizerische Landesbibliothek, Bern 1993
- 29. Februar bis 24. August 2008 «Theo Frey. Fotografien», Werkschau zum hundertsten Geburtstag, Fotostiftung Schweiz, Winterthur

## Film
- Christoph Kühn, «Theo Frey. Fotograf der alten Garde», 1989.